# 格林布里爾 (佛羅里達州)
格林布里爾（英語：Greenbriar）是位於美國佛羅里達州皮尼拉斯縣的一個人口普查指定地區。

## 地理
格林布里爾的座標為28°00′40″N 82°45′09″W / 28.01111°N 82.75250°W，而該地最高點為海拔高度17米（即55英尺）。

## 人口
根據2010年美國人口普查的數據，格林布里爾的面積為1.60平方千米，當中陸地面積為1.50平方千米，而水域面積為0.10平方千米。當地共有人口2502人，而人口密度為每平方千米1,563人。